# فائوستینو ریس
فائوستینو ریس (اسپانیایی: Faustino Reyes‎؛ زادهٔ ۴ آوریل ۱۹۷۵) بوکسور اهل اسپانیا بود.
وی در مسابقات کشوری و بین‌المللی در مجموع برندهٔ ۱ مدال نقره شده‌است.